# Tour of Zhoushan Island
Tour of Zhoushan Island ist ein Etappen-Radrennen für Frauen in China.
Das Rennen wird seit 2012 jährlich im Mai ausgetragen. Es führt in drei Etappen über die Insel Zhoushan und ist vom Weltradsportverband Union Cycliste Internationale in der Kategorie 2.2 klassifiziert.
Rekordsiegerin mit zwei Erfolgen ist die deutsche Fahrerin Charlotte Becker.

## Palmarès
| Jahr | Siegerin          | Zweite                | Dritte                 |
| ---- | ----------------- | --------------------- | ---------------------- |
| 2012 | Emilie Moberg     | Jutatip Maneephan     | Zhao Juan Meng         |
| 2013 | Giorgia Bronzini  | Elisa Longo Borghini  | Cecilie Gotaas Johnsen |
| 2014 | Charlotte Becker  | Marta Tagliaferro     | Aitsan Zaparowa        |
| 2015 | Lauren Kitchen    | Elena Kuchinskaja     | Charlotte Becker       |
| 2016 | Elena Kuchinskaja | Olga Sabelinskaja     | Nicole Brändli         |
| 2017 | Charlotte Becker  | Anastassija Jakowenko | Emilie Moberg          |
| 2018 | Sheyla Gutiérrez  | Charlotte Becker      | Jelisaweta Oschurkowa  |

## Weblink
- Tour of Zhoushan Island in der Datenbank von ProCyclingStats.com